# Ikherbane (Freha)
 (juin 2009).
Si vous disposez d'ouvrages ou d'articles de référence ou si vous connaissez des sites web de qualité traitant du thème abordé ici, merci de compléter l'article en donnant les références utiles à sa vérifiabilité et en les liant à la section « Notes et références ».
Ikherbane (Ixerban en Kabyle), est un village de Kabylie situé dans la commune de Freha, wilaya de Tizi Ouzou, Algérie.

## Localisation
Ikherbane fait partie de l'ensemble des villages constituant la confédération (Âarch) des Aït Djennad. Il se situe à 35 km au nord-est de la ville de Tizi Ouzou. Délimité en amont par la commune de Aghribs et au sud-ouest par le village Taguercift.

## Toponymie
Ikherbane, [Akherav] signifie ruine en français. Selon la croyance locale, ce nom remonterait à plusieurs siècles quand l’endroit a servi d’exil à des personnes gravement touchées par les maladies infectieuses du village Adrar At Qdiaa qui y laissèrent les ruines des abris qui leur servirent de maisons. Depuis le village a réussi à se construire en laissant ce nom ikherbane. D'ailleurs les habitants du village ont trouvé des tombes et quelques ruines laissées par les malades dans un lieu qui s'appelait Timerguest.

## Histoire
Les glissements de terrain et autres inondations périodiques obligèrent déjà en 1957 l'administration coloniale à sécuriser les lieux en procédant à une plantation massive d'arbres. Le choix se portera sur l'eucalyptus, arbre à croissance rapide consommant énormément d’eau (près de 300 litres par jour). Ce dernier remplira parfaitement son rôle 'd'éponge'.
Si la croissance spectaculaire de l'eucalyptus en fait une essence de choix pour le reboisement anti-érosion, en retour il épuisera aussi les sols environnants et assèchera collatéralement rivières, puits, sources, provoquant un stress hydrique humain, animal et végétal. Il mérite amplement son surnom « d'arbre de la soif ». Malgré ces aléas, on n'est pas peu fiers à Ixerban, de posséder cette belle forêt de 10 hectares, qui représente le petit 'poumon vert' du village.

## Population
Ixerban compte aujourd'hui[Quand ?] environ 600 âmes[réf. nécessaire].
Les anciens du village relatent que cette population composée de groupes familiaux, (Idermen) est originaire du village d'Adrar At Qdeâa, situé sur les hauteurs limitrophes au nord-est d'Ixerban. Cependant, il n'existe pas d'écrits qui relateraient dans le temps et l'espace, les mouvements des populations de ces contrées[évasif][réf. nécessaire].
La migration de plusieurs familles (autour du XVIIe siècle) vers Ixerban et d'autres contrées mitoyennes (Taguercift, Timerzuga) était liée à l'exigüité de l'espace occupé par des populations de plus en plus importantes. Aussi, il devenait dès lors urgent de migrer vers d'autres  terres qui pouvaient les abriter et les nourrir[évasif][réf. nécessaire].

## Agriculture
À l'instar de beaucoup de villages kabyles, une agriculture continentale (céréales et agrumes) est pratiquée pour tirer l'essentiel de leur subsistance[évasif].
En effet, toutes les petites parcelles de terrains deviennent des jardins potagers (Iqwiren). Jusque dans les années soixante-dix, l'achat de pommes de terre, oignons, ails, tomates et autres légumineuses était banni. Concomitant à cela, elles possédaient un petit élevage de poules, de lapins qui servaient d'appoint protéique non négligeable[réf. nécessaire].
Lmecmel, lieu de prédilection des enfants servait de pâturage aux ovins, caprins ou quelques bovidés. Ces espaces étaient communs aux familles.
Cependant, ces terrains se réduisent comme peau de chagrin ces dernières années, en raison de l'exiguïté conjuguée à l'explosion démographique.
En effet, une bonne partie de ses parcelles servent aujourd'hui aux villageois de terres de culture et jardins, voire de terrain de construction[évasif][réf. nécessaire].
L'arboriculture tient un rôle essentiel dans la vie économique du village. Plantés ou greffés sur des sols ingrats, les fruits de l'olivier et du figuier représentent les articles de base de la nourriture du Kabyle[réf. nécessaire].
Les familles de village ikherbane, 
Ichitiwen : CHITTI.
ichayaten : CHALA .
Itchachiwen : NAIT KACI .
At umghar : AMRAR.
Ihamaten : HAMMA ,HAMMACHE ,BOURNANE.
HAMADACHE .
ICHEOUTEN : OUCHAOU .
HOCINE.
HAMDI. 